# 施托尔彭
施托尔彭（德語：Stolpen，發音：[ˈʃtɔlpn̩] ⓘ，發音：[ˈstɔwpʲin]）是德国萨克森州萨克森施韦茨-东厄尔士山县的城市，面积60.89平方千米，2023年12月31日人口为5,540人。